# Proales wesenbergi
Proales wesenbergi är en hjuldjursart som beskrevs av Wulfert 1960. Proales wesenbergi ingår i släktet Proales och familjen Proalidae. Inga underarter finns listade i Catalogue of Life.